# Мачвански рат
Мачвански рат или Битка за Мачву 1268. године је био војни сукоб између Краљевине Угарске и Краљевине Србије у Војводству Мачва, јужном царству средњовековне Краљевине Угарске.

## Рат
Средњевековна српска држава је током 13. века била у опасности од три силе: Византијског царства, Бугарског и Угарске. Кнез Часлав Властимировић, син Клонимиров, је погубљен од стране Угара око 950. године. Српски владари из династије Вукановића били су у добрим односима са Угарском. Након њих Немањићи био је у променљивим односима. Велики жупан Стефан Немања био је у савезништву са Угрима али је и ратовао против њих 1192/1193. Велики жупан, доцније краљ, Стефан Првовенчани је морао да ратује са братом Вуканом коме је подршку давао угарски краљ. 
Краљ Стефан Урош је био тесно повезан са угарском круном. Његов син старији Стефан Драгутин био је ожењен угарском принцезом Каталином али не може се поуздано утврдити када је склопљен брак. Војска краља Стефана Уроша помагала је Угре у њиховим ратовима по средњој Европи.
Ипак, у једном тренутку, крајем 1267. или почетком 1268, краљ Стефан Урош се отргао од угарске власти и напао јужну угарску област, Мачванску бановину, којом је управљао унук краља Беле IV. Краљ Стефан Урош свакако је запосео део бановине Беле Ростислављевића и нанео велику штету. Мачва је била позната и као овострани Срем све до 15. века.
Угарски краљ Бела IV је свом унуку послао као помоћ војску под пожунским жупаном Стеваном. Та угарска војска је потукла у боју у Мачви на пролеће 1268. године српску војску коју је предводио краљ Стефан Урош. 
Угарска војска је заробила не само зета српског краља него и самог краља Стефана Уроша и српску бојну заставу. После завршетка битке гласник је однео српску бојну заставу и побо испред двора где се налазио краљ Бела IV који је тада био у друштву страних посланстава. Бела  IV је обавештен о великој победи и угледним заробљеницима и великом ратном плену.
Слобода за српског краља и његову пратњу је скупо плаћена. Обновљена је и власт Угарске над државом краља Стефана Уроша, а и уведен је угарски систем наслеђивања престола.

## Последице
Млађи краљ Стефан није учествовао у сукобу, упркос аргументима неких историчара. Међутим, он је био укључен у послератну нагодбу: Стефанова прворођена ћерка Катарина била је удата за Стефана Драгутина, старијег сина и наследника краља Стефана Уроша.
Мачва није требало да остане дуго у угарским рукама, јер је Стефан Драгутин 1284. године добио Мачву од краља Ладислава IV. 
Мађари су 1319. године поново заузели бановину Мачву.